# Michaił Czipurin
Michaił Aleksiejewicz Czipurin, ros. Михаил Алексеевич Чипурин (ur. 17 listopada 1980 w Moskwie), rosyjski piłkarz ręczny, reprezentant kraju grający jako obrotowy. Obecnie występuje w rosyjskiej Superlidze, w drużynie Czechowskije Miedwiedi.
W 2004 r. zdobył brązowy medal Igrzysk Olimpijskich w Atenach.

## Sukcesy

### reprezentacyjne
- Igrzyska Olimpijskie:
  -  2004

### klubowe
- Mistrzostw Rosji:
- 2003/04, 2004/05, 2005/06, 2006/07, 2007/08, 2008/09, 2009/10, 2010/11